# ديل هوسنر وصموئيل ديتمان
كان  ديل شون هوسنر  و  صموئيل جون ديتمان  ثنائيا من  القتلة المتسلسلين الذين ارتكبوا العديد من عمليات إطلاق النار والحرق العمد في فينيكس، أريزونا، بين مايو 2005 وأغسطس 2006. استهدفوا المشاة والحيوانات عشوائيًّا، ومعظمهم يفعلون ذلك تحت تأثير الميثامفيتامين، وأشعلوا النار أيضا في أشياء متعددة. يعتقد المحققون أنهم كانوا مسؤولين عن ثماني جرائم قتل وما لا يقل عن 29 عملية إطلاق نار أخرى. تزامن التحقيق في جرائمهم مع البحث عن القاتل الأساسي، الذي كان يرتكب أيضا جرائم قتل عشوائية واعتداءات جنسية في منطقة فينيكس.

بعد إدانته في 80 تهمة من أصل 88 جناية في محاكمة واحدة بما في ذلك القتل ومحاولة القتل والحرق العمد والقسوة على الحيوانات وإطلاق النار بالسيارة، حكم على هاوسنر بالإعدام. لقد انتحر في السجن في عام 2013. حكم على ديتمان بالسجن مدى الحياة دون إمكانية الإفراج المشروط. ساعد جيف شقيق هاوسنر في بعض عمليات إطلاق النار، وحكم عليه بالسجن لمدة 25 عاما.